# Enicosanthum erianthoides
Enicosanthum erianthoides är en kirimojaväxtart som beskrevs av Airy Shaw. Enicosanthum erianthoides ingår i släktet Enicosanthum och familjen kirimojaväxter. Inga underarter finns listade i Catalogue of Life.